# Sói gỗ miền Đông
Canis lycaon, tên thông thường: sói miền Đông, sói Algonquin, hoặc sói gỗ miền Đông, là một loài chó sói thuộc chi Chó, sinh sống ở Bắc Mỹ. Đây là loài bản địa miền Đông Bắc Mỹ từ Pleistocene. Nó dường như có mối quan hệ gần với chó sói đỏ.

## Hình ảnh

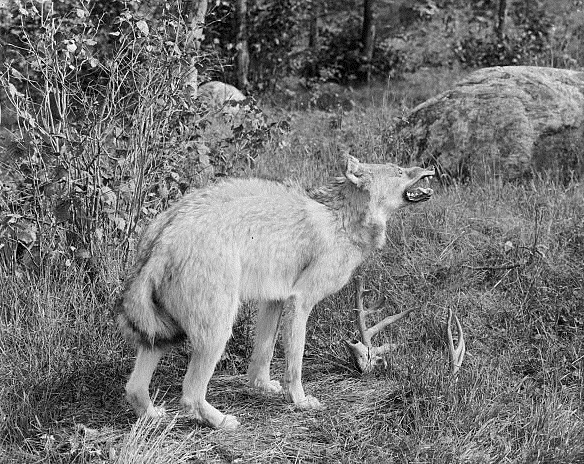
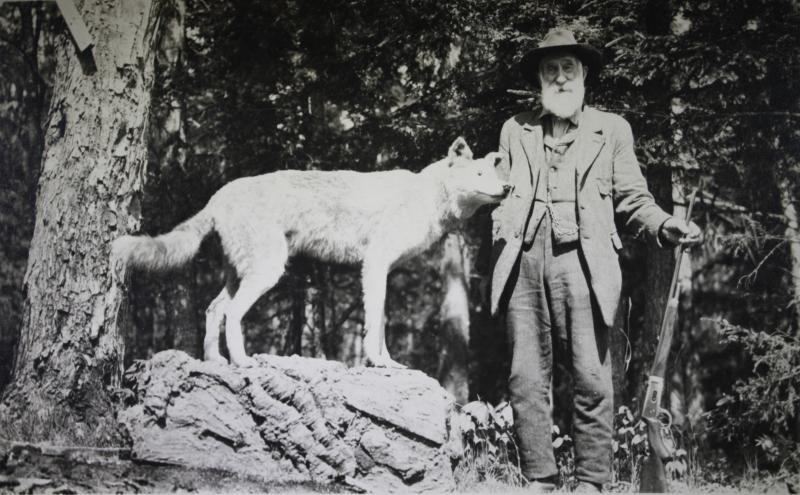
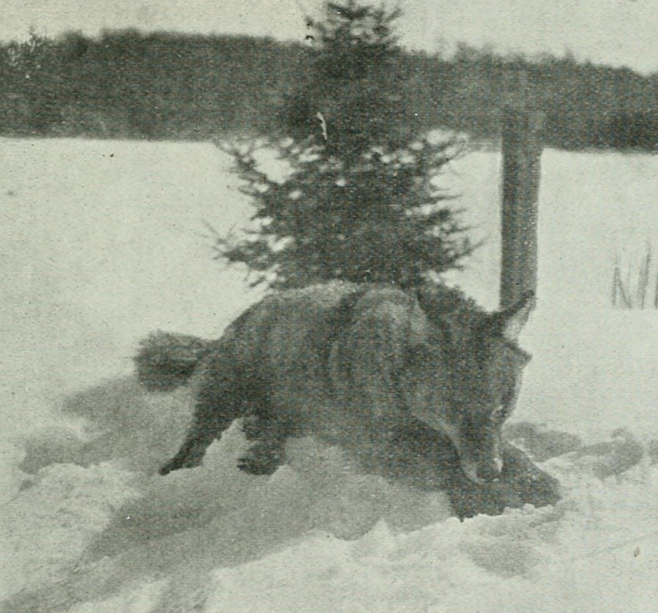
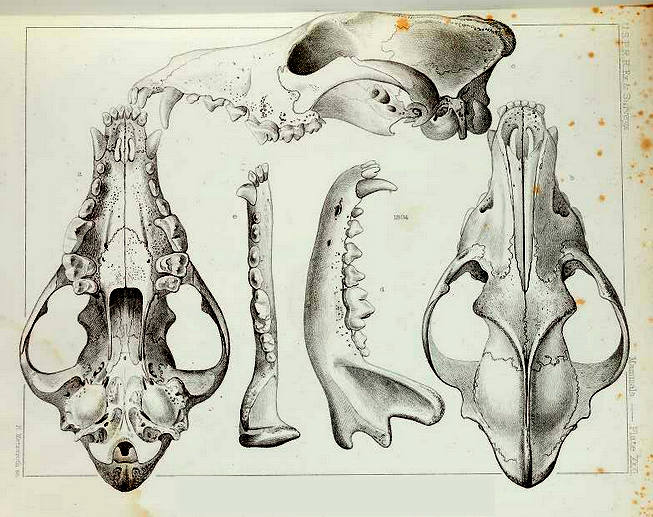